# 龍圖閣
龍圖閣，北宋閣名。約建於宋真宗咸平四年（1001年），地點位於會慶殿西側。龍圖閣收藏有宋太宗御書、各種典籍、圖畫、寶瑞，以及宗正寺所進宗室名冊、譜牒等。
景德四年（1007年），置龍圖閣學士，为正三品。宋代海阳（今潮州东津）人劉昉，官拜龙图阁学士，世称刘龙图。又設待制，《文献通考·职官考八》“龙图阁学士·直学士·待制”条既谓“宋朝大中祥符中建龙图阁”，又称“（龙图阁）直学士景德四年置”，“待制，景德元年置”。
爾後龍圖閣藏書不斷增加。《續資治通鑑長編》卷五三“咸平五年十月己卯”条载：“先是，上(真宗)于龙图阁藏太宗御书。己卯，召近臣观之。上手执目录以示近臣，谓曰：‘先帝圣文神笔，朕集缀既久，至于题记时事，片幅半纸及书在屏扇或微损者，悉加装褙，已三千七百五十卷矣。’”《长编》“景德二年(1005)四月戊戌”条纪事又載：“阁上藏太宗御书五千一百十五卷、轴，下设六阁：经典阁三千七百六十二卷，史传阁八百二十一卷，子书阁一万三百六十二卷，文集阁八千三十一卷，天文阁二千五百六十四卷，图画阁一千四百二十一轴、卷、册。上(真宗)曰：‘朕退朝之暇，无所用心，聚此图书以自娱耳。’” 
《宋史·包拯傳》：“除龍圖閣直學士、河北都轉運使。”，故民間戲曲小說中以“包龍圖”稱包拯。